# Black Adam
Black Adam (Teth/Theo-Adam) là một nhân vật giả tưởng xuất hiện trong truyện tranh Mỹ được xuất bản bởi hãng DC Comics. Được sáng tác bởi Otto Binder và C. C. Beck, nhân vật này là một trong những kẻ thù không đội trời chung của siêu anh hùng Captain Marvel và là đối thủ của Gia đình Marvel. Black Adam lần đầu xuất hiện với tư cách là nhân vật phản diện xuất hiện một lần trong tập 1 của bộ truyện The Marvel Family của Fawcett Comics (tháng 12 năm 1945). Tuy nhiên, Black Adam đã được hồi sinh với tư cách là nhân vật xuất hiện thường xuyên sau khi DC Comics mua các nhân vật của Fawcett và bắt đầu xuất bản những đầu truyện về Gia đình Shazam (trước đó là Captain Marvel) với tựa đề Shazam! vào những năm 1970.
Theo nguyên tác, Black Adam là người Ai Cập cổ đại và là người tiền nhiệm xấu xa của siêu anh hùng Captain Marvel. Hắn đã du hành thời gian đến thời kỳ hiện đại để thách đấu cậu và các đồng đội trong Gia đình Marvel của cậu. Tuy nhiên, từ đầu thế kỷ 21, Black Adam đã được các tác giả Jerry Ordway, Geoff Johns và David S. Goyer của DC Comics tái định nghĩa lại thành một kẻ phản anh hùng cố gắng đánh bóng tên tuổi của mình. Sự góp mặt của Black Adam trong các đầu truyện như Justice Society of America, Villains United, Infinite Crisis và 52 đã làm gia tăng sự nổi bật của nhân vật này trong Vũ trụ DC. Năm 2009, Black Adam được IGN xếp hạng thứ 16 trong danh sách những kẻ phản diện truyện tranh hay nhất mọi thời đại. Nhân vật này sẽ được chuyển thể thành điện ảnh lần đầu trong phim Black Adam (2022) của Vũ trụ Mở rộng DC, được thủ vai bởi Dwayne Johnson.